# (523678) 2013 XB26
(523678) 2013 XB26 ist ein Planetoid, der am 30. März 2011 durch Pan-STARRS 1 entdeckt wurde und zur Gruppe der Kuipergürtel-Planetoiden gehört. Das Objekt läuft auf einer fast kreisrunden Bahn in etwas mehr als 300 Jahren um die Sonne. Die Bahnexzentrizität seiner Bahn beträgt 0,01, wobei diese 3,6° gegen die Ekliptik geneigt ist.